# 芒颖大麦草
芒颖大麦草（学名：Hordeum jubatum），为禾本科大麦属下的一个植物种。